# Daniel Constantin (homme politique)
Pour les articles homonymes, voir Daniel Constantin et Constantin.
Daniel Constantin, né le 26 juin 1978 à Pitești, est un homme politique roumain membre du Parti national libéral (PNL).
Il est député depuis 2012, co-président de l'ALDE de 2015 à 2017 et vice-Premier ministre et ministre de l'Environnement de janvier à avril 2017.

## Biographie

### Formation et vie professionnelle
Il entre en 1997 à l'université de sciences agronomiques et de médecine vétérinaire de Bucarest (USAMVB), dont il ressort titulaire d'un diplôme d'ingénieur zootechnique cinq ans plus tard. Il entreprend aussitôt un master de management en qualité et innovation.
Il se fait recruter en 2003 comme conseiller du secrétaire d'État à l'Intégration européenne du ministère de l'Agriculture, puis rejoint le ministère de l'Intégration européenne devient coordinateur des conseillers ministériels à l'intégration européenne. Il termine son master en 2004.
Il quitte ses fonctions au ministère en 2006 et prend les fonctions de directeur général de la société Logicons S.A. À partir de 2007, il cumule ce poste avec celui d'évaluateur à la Banque mondiale. Il quitte l'ensemble de ces responsabilités en 2009, lorsqu'il se voit nommé directeur général de l'Agence de paiements et d'intervention pour l'agriculture (APIA).

### Débuts et ascension politiques
Le 28 février 2010, il est choisi par le Parti conservateur (PC), allié du Parti social-démocrate (PSD) et alors dans l'opposition, comme son nouveau président.

### Ministre de Victor Ponta
Daniel Constantin est nommé le 7 mai 2012 ministre de l'Agriculture et du Développement rural dans le premier gouvernement du social-démocrate Victor Ponta.
Il est reconduit à la suite des élections législatives du 9 décembre suivant, au cours desquelles il est élu à la Chambre des députés. Le 4 mars 2014, à l'occasion de la formation du gouvernement Ponta III, il est élevé au rang de vice-Premier ministre tout en conservant ses fonctions ministérielles.

### Vie privée
Il est marié et père de deux enfants.